# Giada Pondini
Giada Pondini (San Piero in Bagno, 18 marzo 1997) è una calciatrice italiana, centrocampista del Parma.

## Carriera
Giada Pondini cresce con la famiglia a San Piero in Bagno e fin dalla giovanissima età si appassiona al calcio.
A 15 anni gioca nel Castelvecchio, società di Savignano sul Rubicone che dalla stagione 2011-2012 gioca in Serie A2. Veste la maglia gialloverde in A2, nella stagione 2012-2013, e in Serie B, tornata ad essere il secondo livello del campionato italiano femminile di calcio, in quella 2013-2014, totalizzando nelle due stagioni 10 reti segnate su 45 presenze complessive.
Nell'estate 2014 viene contattata dalla dirigenza del San Zaccaria, neopromossa in Serie A, che le propone di inserirla in rosa nella prima squadra. Pondini decide quindi di cogliere l'occasione di partecipare per la prima volta al massimo livello del campionato italiano femminile di calcio vestendo la maglia biancorossa della società del ravennate. Durante la stagione 2014-2015 scende in campo 18 volte su 26 incontri della stagione regolare, siglando la sua prima rete in Serie A il 21 febbraio 2015, alla 4ª giornata di ritorno, nella partita persa con il Firenze per 2-1.